# Cine-Theatro Íris
O Cine-Theatro Íris ou mais comumente Cine Íris é uma sala de cinema do Rio de Janeiro.

## Características e localização
Localiza-se na rua da Carioca, área central do Rio, entre o Largo da Carioca (e por conseguinte também da Estação Carioca do metrô) e a Praça Tiradentes.
A estrutura do prédio é em art nouveau e ostenta em seu interior, entre outras coisas, azulejaria importada da Bélgica, da fábrica Gilliot & Cie., e espelhos de cristais da França. Atualmente possui capacidade para 453 pessoas. Foi tombado pelo Instituto Estadual do Patrimônio Cultural (INEPAC), em 14/6/1978, e em 30 de outubro de 2009 comemorou-se seu centenário, ocasião em que filmes mudos foram exibidos com entrada franca e um bolo foi cortado no meio da rua.,
Embora seja o cinema em funcionamento mais antigo do Rio, não foi o primeiro cinema a ser inaugurado nesta cidade, já que em 1907 já funcionavam cinemas aqui, como o Cinematographo Avenida, Cinematographo Brazil, Cinematographo Ouvidor, Cinematographo Paraiso do Rio, Cinematographo Parisiense, Cinematographo Pathé e Cinematographo Rio Branco.
Fica também próximo dos teatros Carlos Gomes e João Caetano.

## História

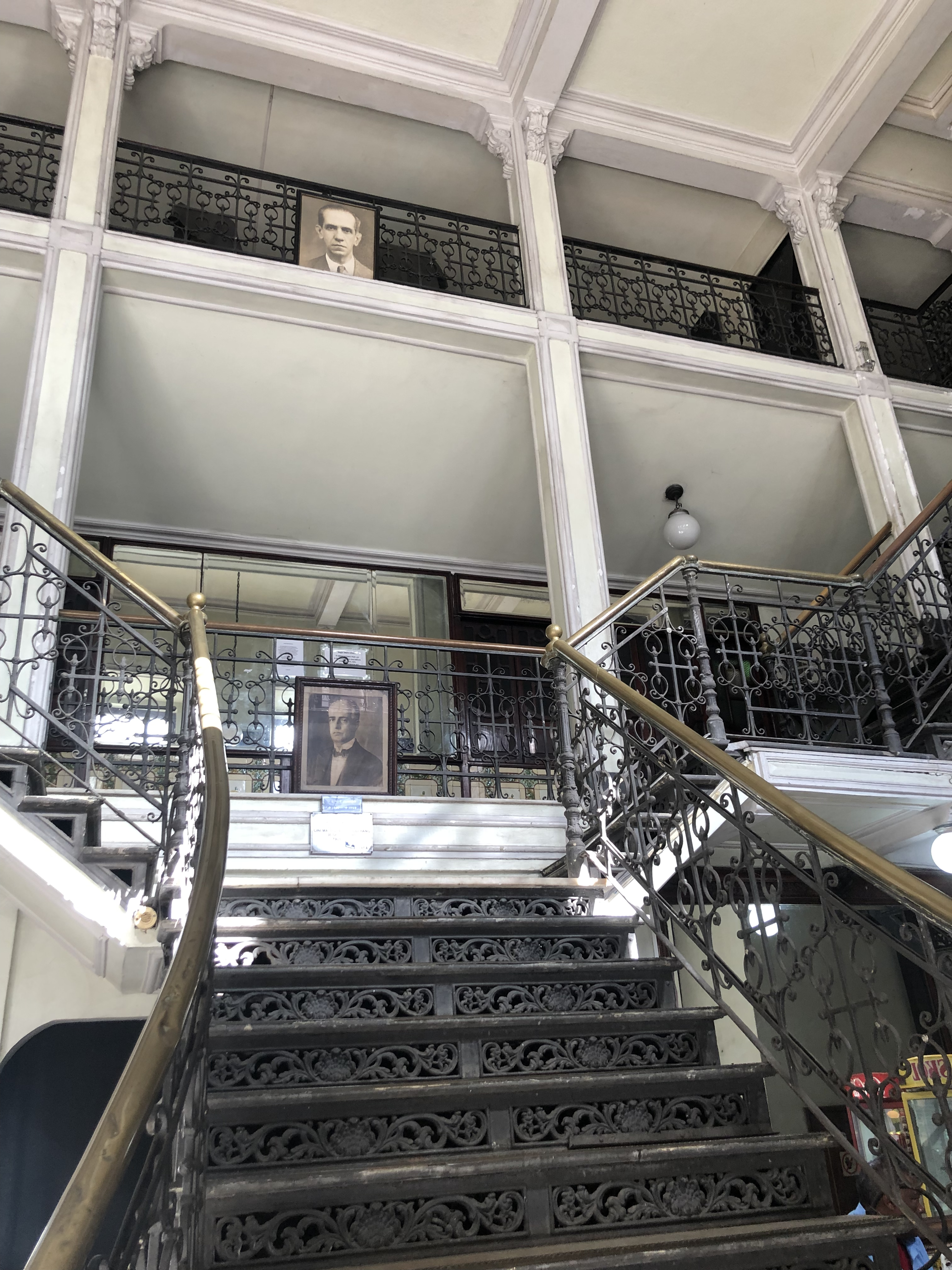
A escada de acesso a sala de projeção, em 2022.

A sala foi inaugurada em 30 de outubro de 1909 com 200 lugares por João Cruz Júnior, com o nome de Cinematographo Soberano, homenagem do fundador a um de seus cavalos. Em 1914 passou a se chamar Theatro Victoria, transformando-se num teatro de variedades. Em 1915, o cinema Íris fez uma parceria com a Universal Studios para estrear os filmes da empresa no Rio de Janeiro.
Foi reformado em 1921, quando ganhou um terceiro andar e ornamentação art nouveau,, expandiu sua capacidade para 1 200 lugares e trocou de nome, passando a se chamar Íris, em virtude de um painel dessa deusa que ficava na entrada.
Apresentou, em seu período áureo, espetáculos de teatro de revista, o que para alguns já era sinônimo de decadência. Nos anos 1970 exibia principalmente filmes de artes marciais (kung-fu). Em 1970, passou por outra grande reforma.
Já a partir de 1983, logo após o tombamento, passou a apresentar espetáculos eróticos e de Striptease e seu público frequentador desde então é basicamente masculino. Além, é claro, da projeção de filmes pornográficos (que ficaram conhecidos pelo público como cinemas poeira). A tendência no Rio, era de que com a decadência inúmeros cinemas de bairros tornaram-se exclusivamente exibidores de vídeos pornôs.
Em seu auge, chegou até mesmo a ser frequentado por personalidades, como Ruy Barbosa que tinha cadeira cativa na sala com suas iniciais gravadas.
O estabelecimento sempre permaneceu sob controle da mesma família e hoje é administrado pelo bisneto do fundador, Raul Pimenta Neto.
O Íris, mais recentemente viveu sua fase de festas, ali ocorriam as populares festas Loud! (bandas como Los Hermanos e Autoramas se apresentaram no local) aos fins de semana.